# Francisco Eppens Helguera

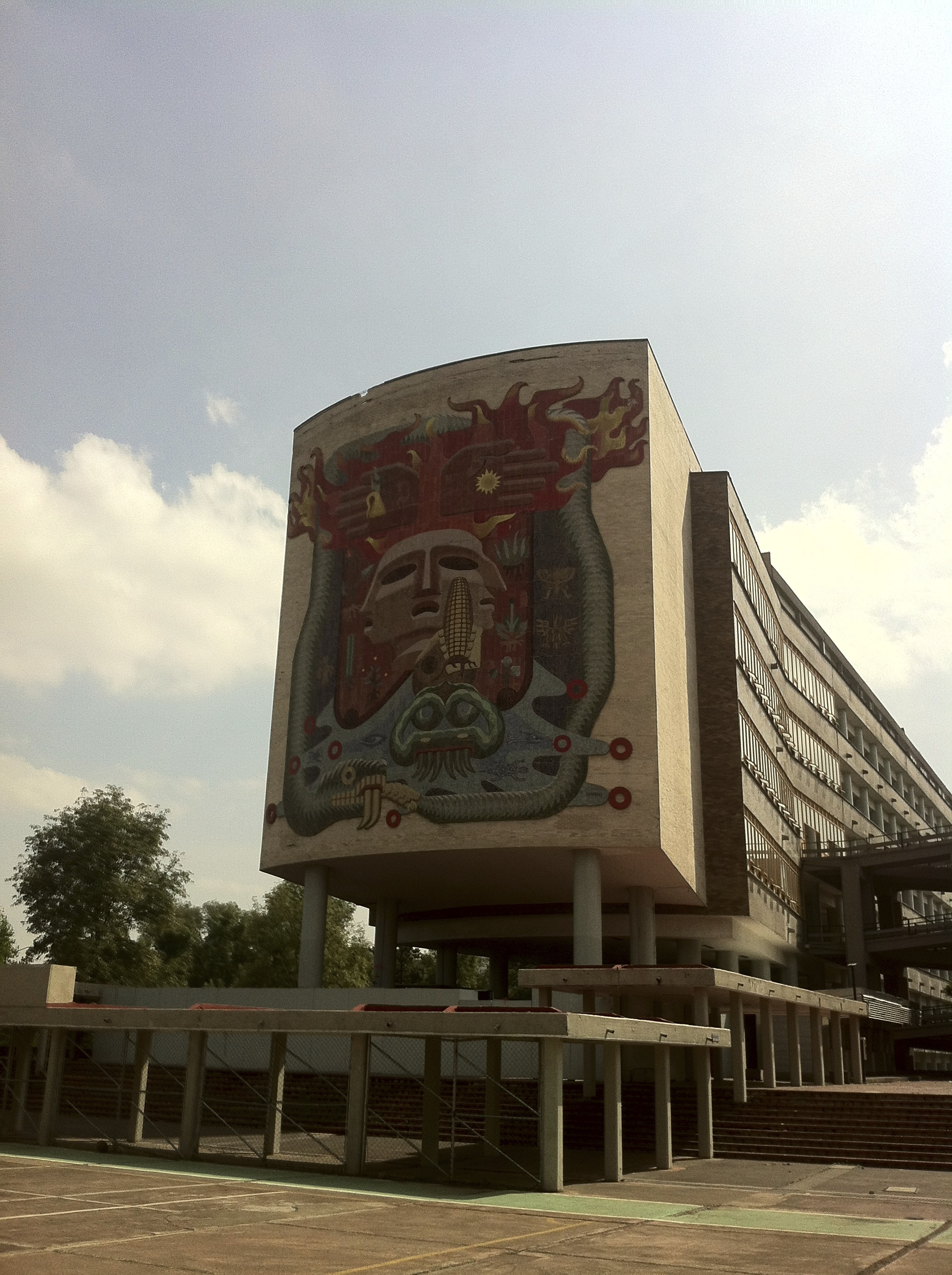
Um mural de Francsico Eppens na UNAM.

Francisco Eppens Helguera (San Luis Potosí, 1 de fevereiro de 1913 - Cidade do méxico, 6 de setembro de 1990) foi um artista mexicano que realizou várias pinturas, murais e esculturas. Algumas de suas pinturas incluem "Las Hermanas" (As Irmãs) e "Contrafuertes Coloniales" (Contrafortes Coloniais). Eppens é também creditado por desenhar a versão de 1968 do brasão de armas do México, que é utilizado até hoje nos documentos governamentais, moedas e na bandeira do México.